# Caviale di lumache
Il caviale di lumache è un alimento a base di uova fresche di chiocciola
, chiamato anche "perle del sottobosco" o "perle di Afrodite".
È di colore bianco e le uova hanno dimensioni di circa 4 mm. Colore, sapore e aroma ricordano i funghi.